# Daniele Padelli
Daniele Padelli (Lecco, 1985. október 25. –) olasz labdarúgó, 2021-től az olasz élvonalbeli Udinese kapusa.

## Klubcsapatban
Padelli pályafutását a Delebio nevű nyolcadosztályú valtellinai csapatban kezdte. 2001-ben szerződött a Leccoba, majd egy év múlva a Comoba. 2004-ben az Sampdoria primavera-csapatának tagja lett, mielőtt kölcsönbe került a harmadosztályú Pizzighettone (33 meccsen 29 kapott gól), majd a Crotonéhez (egy meccsen 2 kapott gól).
2007. január 12-én  szezon hátralevő részére kölcsönben, vételi opcióval a Liverpoolhoz került. Rafael Benítez így jellemezte: "Fiatal kapus, aki hazája válogatottjába is bekerült. Padelli a jövőre nézve jó választás lehet. A tény, hogy egyszer az U21-es válogatottban is játszott, azt bizonyítja, nagyon jó játékost igazoltunk." Egyetlen meccsét a klub színeiben 2007. május 13-án játszotta a Charlton Athletic FC ellen a 2006–07-es szezon utolsó meccsén, ezzel a klub első olasz labdarúgójává vált. Azonban gyenge teljesítménye miatt csapata 2 gólt kapott, kiábrándító döntetlent értek el. 2007. június 8-án visszatért a Sampdoriába.
2007. július 5-én hivatalosan is kölcsönadták a másodosztályú Pisának, több felkészülési mérkőzésen is játszott, a Napoli elleni Coppa Italia-találkozón is ő védett. Az első bajnokin Padelli padozott , a negyedik fordulóban rendezett Brescia elleni meccsen (0–3) visszakerült a kezdőbe; a következő meccsen is őt választotta Gian Piero Ventura menedzser a rutinosabb Davide Morello helyett. Azonban a szezonja 7 meccsen 10 kapott góllal ért véget. A 2008–09-es szezonra kölcsönben az Avellino játékosa lett, vételi opcióval, érdekesség, hogy Koman Vladimir is ekkor érkezett a csapathoz. A zöld-feketékkel 15 meccsen játszott, 29 gólt kapott, a szezon végén kiestek a harmadosztályba. Visszatért a Sampdoriához.
2009. július 2-án kölcsönadták a Barinak. ahol Jean-François Gillet cseréje volt. A Gian Piero Ventura vezette csapatban 2010. május 9-én mutatkozott be a Serie A-ban az Udinese ellen (3–3). 2010. július 29-én meghosszabbították a kölcsönszerződést, a 2010–11-es szezonban először a Palermo elleni hazai meccsen (1–1) játszott.
2011. június 25-én a kölcsön lejárta után visszatért a Sampdoriához, augusztus 31-én megvette az Udinese. Itt ismét második számú kapus volt, minden sorozatot együttvéve 12 mérkőzésen játszott.
2013. május 29-én ingyen leigazolta a Torino, ahol Jean-François Gillet sérülése után kezdőkapussá vált. Miután lejárt udinei szerződése, 2013. július 1-én került a Granata becenévre hallgató csapathoz. Az Coppa Italia harmadik körében mutatkozott be, 1–2-re kikaptak a Pescarától. A Serie A mind a 38 meccsén játszott, a Torino 7. helyen végzett. Padelli a 2014. május 21-én tartott díjátadó gálán elnyerte a szezon kapusfelfedezettje díjat.

## Válogatottban
14 alkalommal hívták be az olasz U20-as labdarúgó-válogatottba, 7 mérkőzésen lépett pályára. 2006. december 12-én bemutatkozott az olasz U21-es labdarúgó-válogatottban egy Luxemburg ellen 2–0-ra megnyert találkozón.
2014 augusztus 30-án behívták a felnőttválogatottba, az új szövetségi kapitány Antonio Conte első két meccsén padozott: szeptember 4-én Hollandia ellen barátságos meccset, 5 nap múlva Norvégia ellen pedig 2016-os labdarúgó-Európa-bajnokság-selejtezőt játszottak.

## Statisztikák

### Klubcsapatban
2014. szeptember 24. szerint
| Csapat   | Szezon   | Bajnokság | Bajnokság | Kupa  | Kupa | Európa1 | Európa1 | Egyéb2 | Egyéb2 | Összesen | Összesen |
| Csapat   | Szezon   | Meccs     | Gól       | Meccs | Gól  | Meccs   | Gól     | Meccs  | Gól    | Apps     | Goals    |
| -------- | -------- | --------- | --------- | ----- | ---- | ------- | ------- | ------ | ------ | -------- | -------- |
| Torino   | 2013–14  | 38        | -47       | 1     | -2   | –       | –       | –      | –      | 39       | -49      |
| Torino   | 2014–15  | 4         | -4        | 0     | 0    | 4       | -0      | –      | –      | 8        | -4       |
| Összesen | Összesen | 0         | 0         | 0     | 0    | 0       | 0       | 0      | 0      | 0        | 0        |

1UEFA-bajnokok ligája, UEFA-kupa / UEFA Európa-liga és UEFA-szuperkupa

2Klubvilágbajnokság és Serie B rájátszás a bentmaradtásért

## Fordítás
Ez a szócikk részben vagy egészben  a   Daniele Padelli című angol Wikipédia-szócikk ezen változatának fordításán alapul.  Az eredeti cikk szerkesztőit annak laptörténete sorolja fel. Ez a jelzés csupán a megfogalmazás eredetét és a szerzői jogokat jelzi, nem szolgál a cikkben szereplő információk forrásmegjelöléseként.